# Aniene
Aniene (latin Anio, tidigare kallad Teverone), är en flod i regionen Lazio i Italien. Aniene är 98 km lång och rinner genom provinserna Frosinone och Rom. Floden har sin källa i kommunen Filettino och mynnar ut i Tibern vid bron Ponte Salario i Rom. 